# Jüdische Gemeinde Höringhausen
Die Jüdische Gemeinde Höringhausen im nordhessischen Dorf Höringhausen, einer ehemals Hessen-Darmstädter Enklave innerhalb des Fürstentums Waldeck und einem heutigen Ortsteil der Stadt Waldeck, bestand vom 18. Jahrhundert bis zur Zeit des Nationalsozialismus.

## Gemeindeentwicklung
In Höringhausen bestand eine jüdische Gemeinde von der Mitte des 18. Jahrhunderts bis 1938/1942. Im Jahre 1704 sind erstmals zwei jüdische Hausbesitzer erwähnt. Im Jahre 1730 hatten drei Juden im Ort das vom Landgrafen verbriefte Recht, Pfänder anzunehmen und dafür Geld auszuzahlen; verpfändete Gegenstände mussten acht Tage lang zum Einlösen bereitgehalten werden, dann durften sie veräußert werden. Um die Mitte des 18. Jahrhunderts begann ein verstärkter Zuzug weiterer Familien, sodass nunmehr eine Gemeinde (Kehillah) im kultischen Sinne bestand, und 1783 gab es bereits 24 jüdische Familien bzw. Haushaltungen im Dorf. Von allen wurde das so genannte Schutzgeld erhoben. Nach der Mitte des 19. Jahrhunderts erreichte die Zahl der jüdischen Einwohner ihren Höchststand mit 152 im Jahre 1856. Danach fiel ihre Zahl durch Abwanderung stetig, insbesondere nachdem 1869 im Norddeutschen Bund und 1871 im Deutschen Reich die Jüdische Emanzipation Gesetz wurde und damit sowohl Gewerbe- als auch Wohnfreiheit gegeben waren. Die Entwicklung der Gemeindegröße war wie folgt:
| Jahr | Einwohner, gesamt | Jüdische Einwohner | Anteil in Prozent |
| ---- | ----------------- | ------------------ | ----------------- |
| 1830 | …                 | 85                 | … %               |
| 1856 | …                 | 152                | … %               |
| 1871 | 772               | 110                | 14,2 %            |
| 1885 | 757               | 85                 | 10,7 %            |
| 1895 | 752               | 66                 | 8,7 %             |
| 1905 | 756               | 59                 | 7,8 %             |
| 1924 | 832               | 28                 | 3,4 %             |
| 1933 | 893               | 22                 | 2,5 %             |
| 1939 | …                 | 4                  | 0,4 %             |
| 1942 | …                 | 0                  | 0,0 %             |

## Gemeindeleben
Bis zur Mitte des 19. Jahrhunderts lebten die jüdischen Familien des landwirtschaftlich geprägten Dorfs vor allem vom Klein- und Hausierhandel und ein wenig Landwirtschaft (hauptsächlich Gärten und Wiesen) in recht ärmlichen Verhältnissen. Danach brachten es einige von ihnen zu etwas Wohlstand durch den Betrieb etwas größerer Gewerbebetriebe und Handlungen (Blech- und Altwarenhandlung, Fell-, Leder- und Schuhhandlung, Kolonialwarenladen, Tuchwarengeschäft, Tuch- und Handarbeitsladen, Spirituosenhandel). Einer betrieb ein einträgliches Gasthaus. Juden durften sich im Fürstentum Waldeck nur von Sonnenaufgang bis Sonnenuntergang aufhalten, und da jüdische Händler das Fürstentum nicht an einem Tag durchqueren konnten, kehrten sie gerne in der mitten im Fürstentum gelegenen hessen-darmstädter Enklave Höringhausen ein. Unter den gewerbetreibenden Juden waren ein Schuhmacher, ein Küfer und sieben Metzger. Letztere übten ihre Tätigkeit auch in den umliegenden Orten aus, damit ihre Glaubensbrüder dort koscheres Fleisch verzehren konnten. Sie mussten für ihre Tätigkeit eine besondere Steuer bezahlen, die sogenannte Schlacht-Akzise.
Die Gemeinde gehörte zunächst zum Rabbinat Gießen, seit 1885 zum Provinzialrabbinat Marburg. Sie war orthodox eingestellt, und der Sabbat wurde streng beachtet. Während des Sabbats und an jüdischen Festtagen kümmerten sich oft christliche Nachbarsfrauen um das Inganghalten des Feuers und andere Dinge, die Juden an solchen Tagen untersagt waren. Enge Beziehungen bestanden zur sicherlich wohlhabenderen jüdischen Gemeinde in der nahen waldeckschen Stadt Sachsenhausen.
Ein jüdischer Einwohner des Dorfs, Markus Lazarus, nahm als Soldat am Deutsch-Französischen Krieg 1870/71 teil und begründete später den Kriegerverein Höringhausen, dessen Vereinsfahne er auch stiftete. Vor seinem Tod im Jahre 1907 stiftete er der jüdischen, der evangelischen und der politischen Gemeinde jeweils 9000 Mark, mit der Auflage, es nur für Arme, Kranke und sonstige wohltätige Zwecke zu verwenden.
Im Ersten Weltkrieg fielen aus der jüdischen Gemeinde zwei Söhne der Familie Adler; ihre Namen sind auf dem Kriegerdenkmal der Gemeinde verewigt.

### Nationalsozialistische Verfolgung
Das bisher gute Zusammenleben der Bewohner des Ortes änderte sich erst ab Ende der 1920er Jahre. Von den 22 jüdischen Personen in fünf Familien, die 1933 noch in Höringhausen lebten, zogen fast alle in den folgenden Jahren wegen der zunehmenden Entrechtung und Repressalien weg oder wanderten ganz aus Deutschland aus. Isaak Kohlhagen, reisender Tuchwarenhändler aus Höringhausen, wurde während der Zeit des Nationalsozialismus verhaftet und erst nach schwersten Misshandlungen nach Hause entlassen; er starb an den Folgen seiner Verletzungen im Jahr 1938.
1939 gab es nur noch vier jüdische Einwohner. Sie wurden 1942 in Vernichtungslager deportiert und dort ermordet. Von den in Höringhausen geborenen und/oder längere Zeit am Ort wohnhaften jüdischen Personen wurden mindestens 17 umgebracht; von ihnen wurde die Älteste 1854, der Jüngste 1906 geboren.

## Gemeindeeinrichtungen

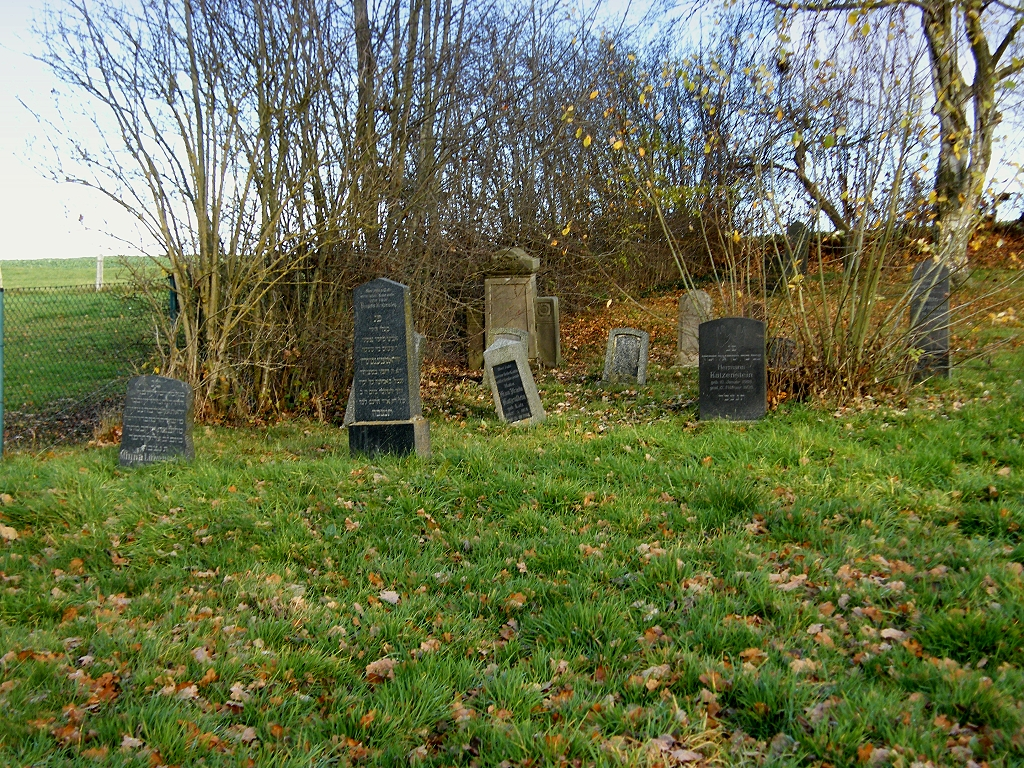
Jüdischer Friedhof heute

An Einrichtungen bestanden eine Synagoge (ab 1792), eine jüdische Schule (von 1869 bis um 1917 als jüdische Elementarschule, ansonsten Religionsschule), eine Mikwe (rituelles Bad) an der Alrafter Straße (1870 erneuert und „Plunkhäuschen“ genannt) und ein jüdischer Friedhof. Der Friedhof wurde in der Mitte des 19. Jahrhunderts angelegt. Er hat eine Größe von 27 Ar und liegt etwa 500 m vom Ortskern entfernt am Komberg, inmitten landwirtschaftlich genutzter Flächen. 25 Grabsteine sind erhalten. Viele stehen allerdings nicht mehr an ihren ursprünglichen Grabstellen, andere sind umgekippt, einige auch zerbrochen. Etliche sind in falscher Richtung wieder aufgestellt worden. Die letzte Belegung war im Februar 1936, als der Leder- und Fellhändler Hermann Katzenstein, der wenige Tage zuvor überfallen und schwer misshandelt worden war, an den Folgen seiner Verletzungen starb und dort beigesetzt wurde.
Die Elementarschule (zunächst Privatschule, ab 1886 auf Antrag der jüdischen Gemeinde „öffentliche israelitische Elementarschule“) wurde 1871 von 26, 1873 von 23 Schülern besucht. Die Schülerzahlen gingen ständig zurück, und so besuchten bald alle Kinder die Dorfschule und ab etwa 1917 gingen die jüdischen Kinder nur noch zum religiösen Unterricht in die Synagoge. Die Gemeinde hatte einen Lehrer, der auch als Chasan (Vorbeter) und Schochet (Schlachter) fungierte. Bemerkenswert ist, dass die Gemeinde im Jahre 1878, als sie in der Zeitschrift „Der Israelit“ vom 27. November 1878 die Stelle eines Religionslehrers und Vorbeters ausschrieb, in ihre Anzeige den Satz einfügte: „Polen und Russen bleiben unberücksichtigt.“

## Synagoge

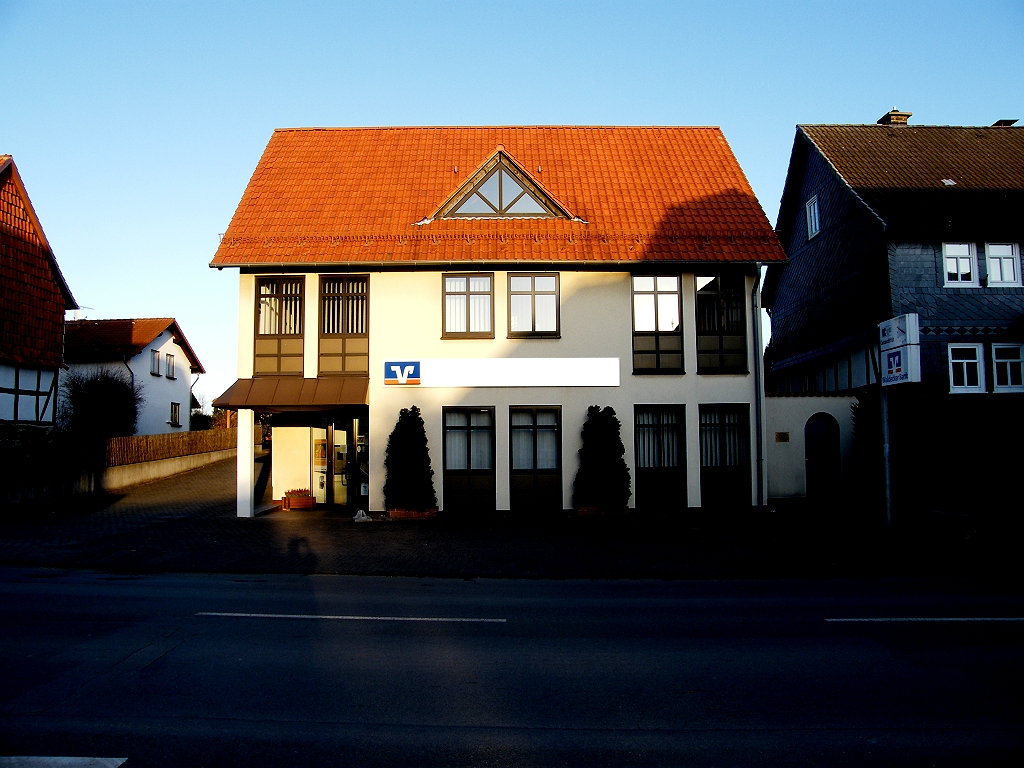
Die ehemalige Synagoge im Jahre 2008

Bis zum Bau der ersten Synagoge im Jahre 1792 nutzte die Gemeinde einen Betraum in einem der jüdischen Wohnhäuser. Die erste Synagoge stand an der Ecke Hauptstraße/Korbacher Straße. Sie wurde im August 1841 vom großherzoglichen Kreisrat in Vöhl für baufällig und irreparabel erklärt und 1851 auf Anweisung der Behörden geschlossen. Schon im August 1841 hatte der Kreisrat von der Gemeinde Auskunft verlangt, ob die Kosten für einen Neubau durch Umlagen oder Kapitalaufnahmen erbracht werden könnten. Es dauerte noch bis 1847 ehe sich die männlichen Gemeindemitglieder verpflichteten, je nach Einkommen eine Summe zu zeichnen, die sie in den nächsten Jahren für den Bau einer Synagoge spenden wollten. Junggesellen waren ausdrücklich mit herangezogen, und jeder zwischen 15 und 60 Jahren musste so hoch zeichnen, wie eben möglich. So kamen 258 Gulden und 20 Albus pro Jahr zusammen. Gleichzeitig beantragte die Gemeinde die Genehmigung, bei Glaubensbrüdern in den Provinzen Oberhessen und Starkenburg Kollekten erheben zu dürfen, um die insgesamt 5000 Gulden an veranschlagten Baukosten aufzubringen; dies wurde bewilligt.
Nach der Schließung der alten Synagoge behalf man sich zunächst mit einem Betraum im Wohnhaus eines Gemeindemitglieds. Dieses Haus wurde 1852 abgerissen und auf dem Grundstück (Hauptstraße 15) im Jahre 1854 ein neues jüdisches Gemeindezentrum mit Synagoge, Schule und Lehrerwohnung gebaut. Es war ein aus rotem, behauenem Sandstein erstellter rechteckig-gestreckter Massivbau auf einem niedrigen Sockel, mit einem Satteldach. Die Giebelwände waren bis über die Dachfläche hochgezogen. Ein kleiner vorgebauter Erker am Ostgiebel zeigte von außen den Standort des Toraschreins an. Die Fenster und Türen hatten charakteristische Rundbögen. Die Holzfenster waren mit Sprossen unterteilt und hatten durchbrochene Bogenflächen. In der Mitte der Straßenseite befand sich, auf Sockelhöhe, die zweiflügelige Haupteingangstür mit breitem Stufenzugang. Rechts und links davon waren jeweils zwei Fenster. Die Synagoge wurde durch den großherzoglichen Rabbiner Benedict Samuel Levi aus Gießen eingeweiht.
Da wegen der nach 1933 stark zurückgegangenen Zahl der Gemeindemitglieder keine regelmäßigen Gottesdienste mehr abgehalten werden konnten, wurde das Gebäude 1937 an die Spar- und Darlehenskasse Höringhausen verkauft und als Lager benutzt. Durch diesen Verkauf entging es der Zerstörung beim Novemberpogrom 1938. Die rituellen Gegenstände wurden nach Kassel verbracht; dort wurden sie beim Novemberpogrom 1938 zerstört.

### Nachkriegsnutzung

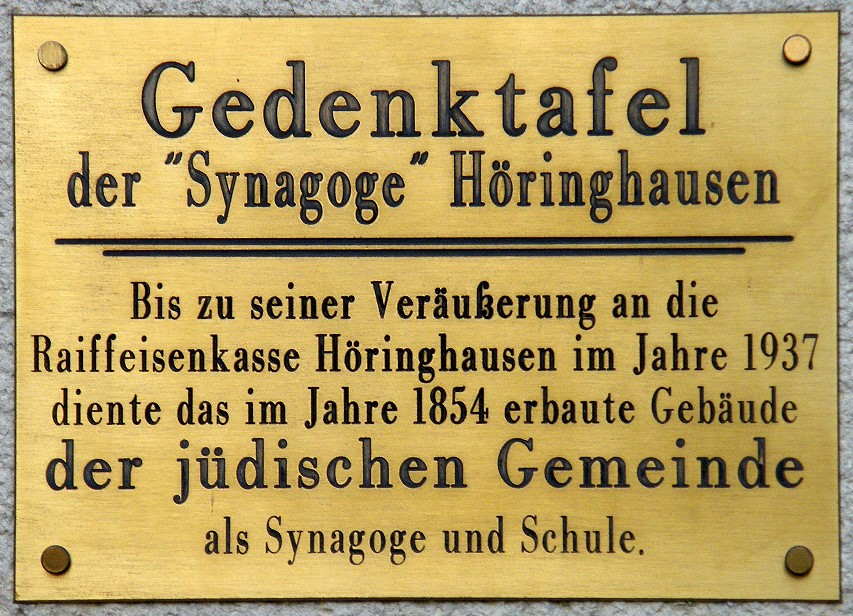
Gedenktafel für die ehemalige Synagoge

Nach 1945 wurde das Gebäude auf Anordnung der Militärregierung für die Unterbringung mehrerer Flüchtlingsfamilien verwendet. Danach wurde es, baulich im Wesentlichen unverändert, wieder von der Spar- und Darlehenskasse gekauft und erneut als Lager genutzt. Erst gegen Ende der 1950er Jahre wurde die ehemalige Synagoge baulich stark verändert und äußerlich als ehemaliges Gotteshaus unkenntlich gemacht: die Fenster und Türöffnungen wurden verändert, und das Gebäude wurde um ein Drittel verkürzt, um eine Hofeinfahrt zu den neu errichteten Lagerräumen hinter dem Haus zu schaffen.
Ab August 1989 wurde der bis dahin noch erhaltene Gebäudeteil der ehemaligen Synagoge abgebrochen und auf dem Grundstück ein Neubau der Raiffeisenbank Freienhagen-Höringhausen (früher Spar- und Darlehenskasse) errichtet. Nach langen Verhandlungen wurde schließlich eine Gedenktafel an der rechten Seitenmauer angebracht, mit folgender Inschrift: Gedenktafel der „Synagoge“ Höringhausen. Bis zu seiner Veräußerung an die Raiffeisenkasse Höringhausen im Jahre 1937 diente das im Jahre 1854 erbaute Gebäude der jüdischen Gemeinde als Synagoge und Schule. Heute befindet sich in dem Gebäude der Hauptsitz der NetCom Access.

## Fotogalerie Friedhof

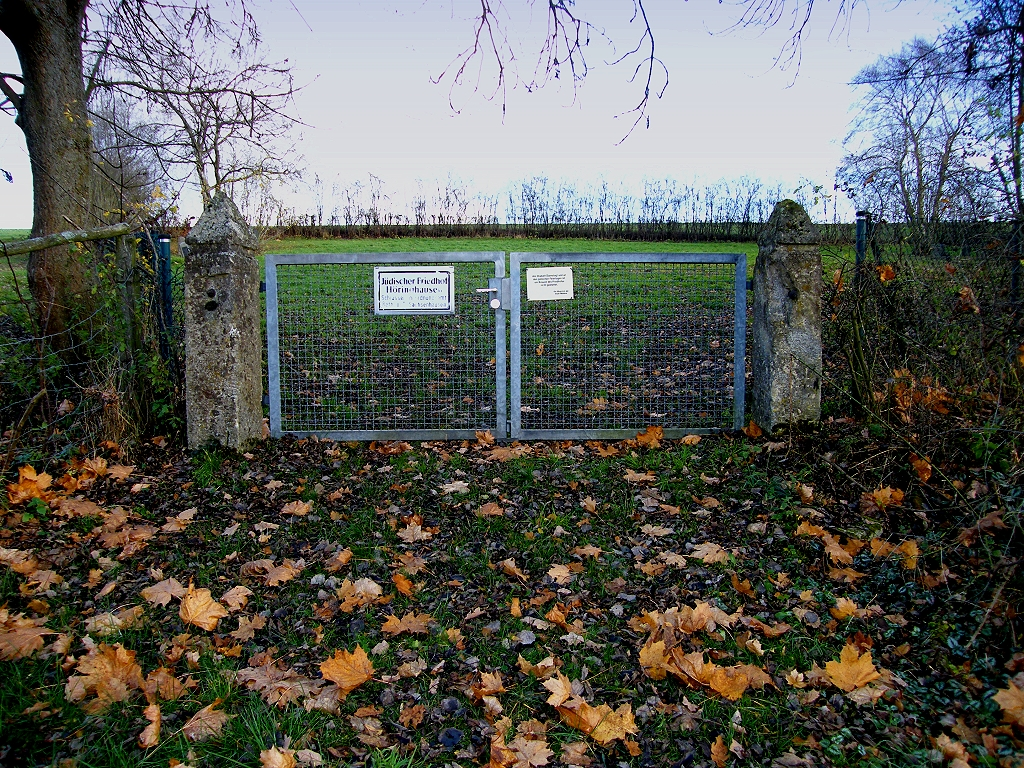
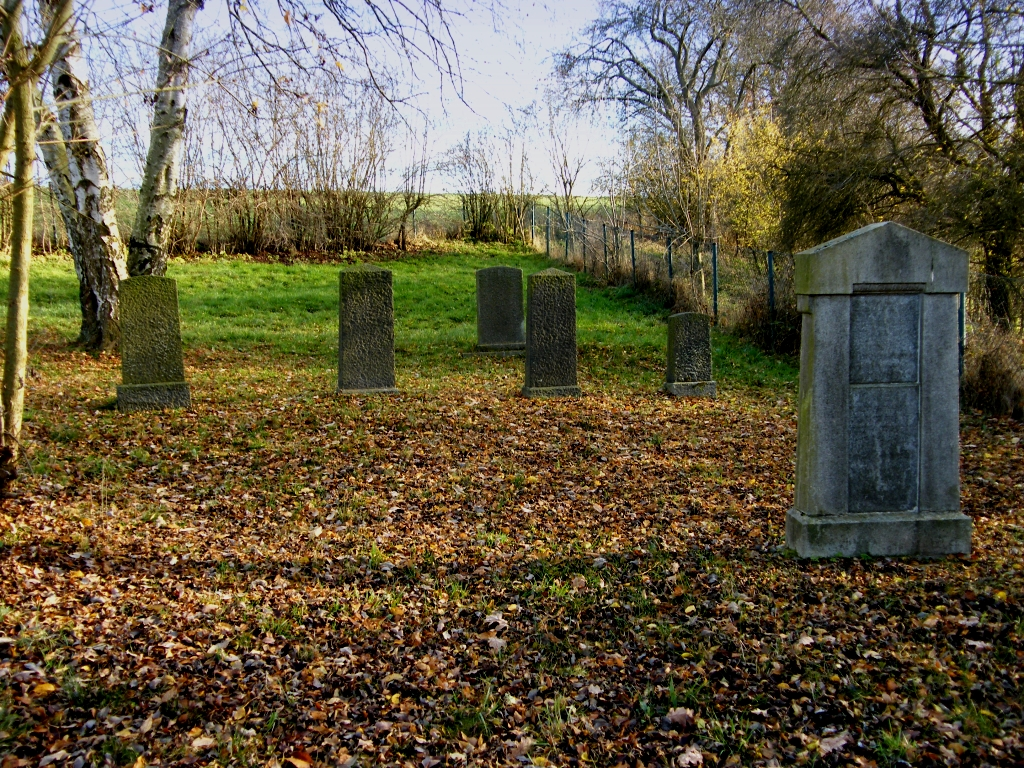
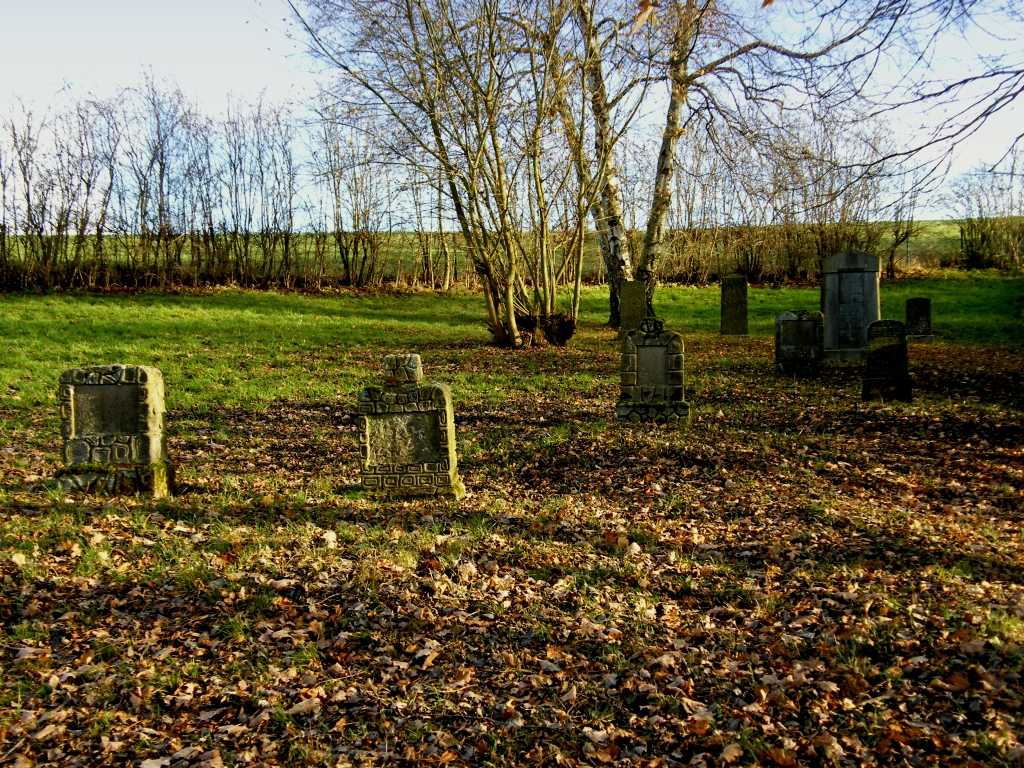
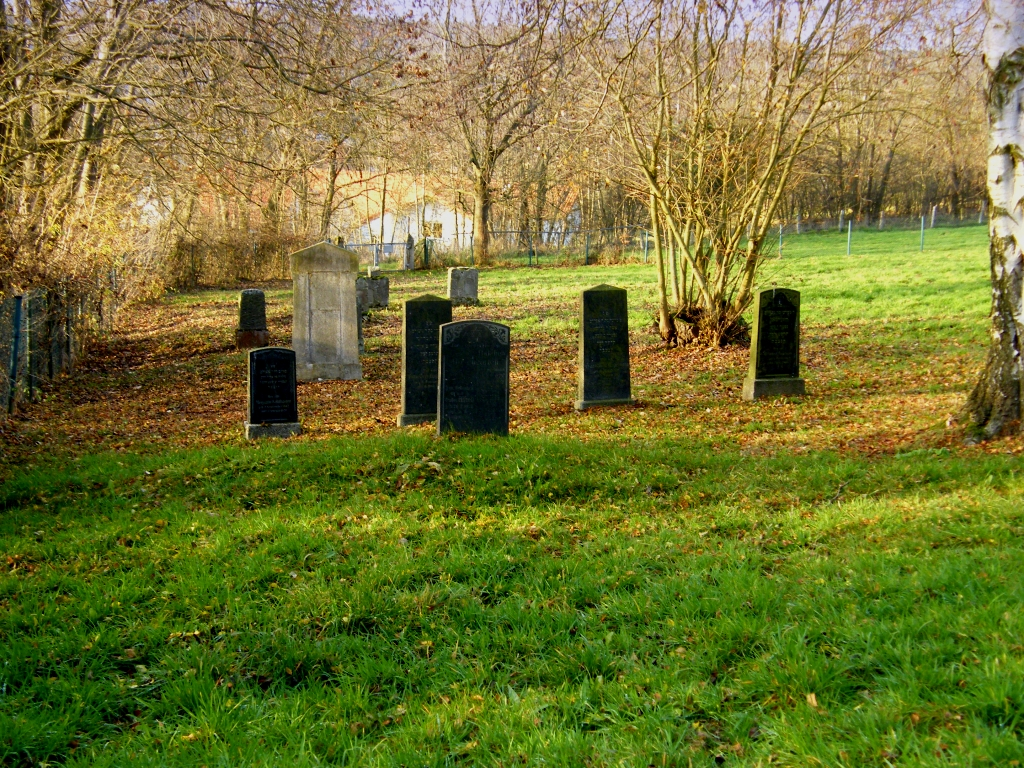